# Gelbenholzen
Gelbenholzen ist ein Stadtteil der Großen Kreisstadt Fürstenfeldbruck im oberbayerischen Landkreis Fürstenfeldbruck in Bayern.

## Lage
Die Siedlung liegt südlich des Klosters Fürstenfeld nahe an Pfaffing.

## Baudenkmäler
Siehe auch: Liste der Baudenkmäler in Gelbenholzen
- Wasserwerk, erbaut 1898